# Green Roses
Green Roses (Зелене руже) је албум групе Ортодокс Келтс, који је издат 1999. године.На албуму је 7 ауторских песама и 9 обрада ирских традиционалних песама и инструментала које је аранжрала Ана Ђокић. 
Списак песама:
1. --  -традиционална, аранжман Ана Ђокић
2. ---  музика и аранжман Ана Ђокић, текст Александар Петровић
3. ---  музика и аранжман Ана Ђокић, текст Александар Петровић
4. ----  традиционална, аранжман Ана Ђокић
5. ---   традиционална, аранжман Ана Ђокић
6. --- (инструментал) традиционална, аранжман Ана Ђокић
7. ---   музика и аранжман Ана Ђокић, текст Колет Иоаниду
8. ---   музика и аранжман Ана Ђокић, текст Александар Петровић
9. ---   (традиционална) аранжман Ана Ђокић
10. ---   (инструментал)-традиционална, аранжман Ана Ђокић
11. ---  музика и аранжман Ана Ђокић, текст Колет Иоаниду
12. --  музика Ана Ђокић, аранжман Ана Ђокић и Дејан Лалић, текст Александар Петровић
13. ---   традиционал, аранжман Ана Ђокић
14. ---   музика и аранжман Ана Ђокић, текст Александар Петровић
15. ---   (инструментал) традиционал, аранжман Ана Ђокић
16. ---   -традиционал    аранжман Ана Ђокић